# Batur (ville)
Pour les articles homonymes, voir Batur (homonymie).
Batur est un village indonésien du kecamatan (canton) de Batur, kabupaten (département) de Banjarnegara, province de Java central.